# Бывший пансион благородных девиц (Тула)

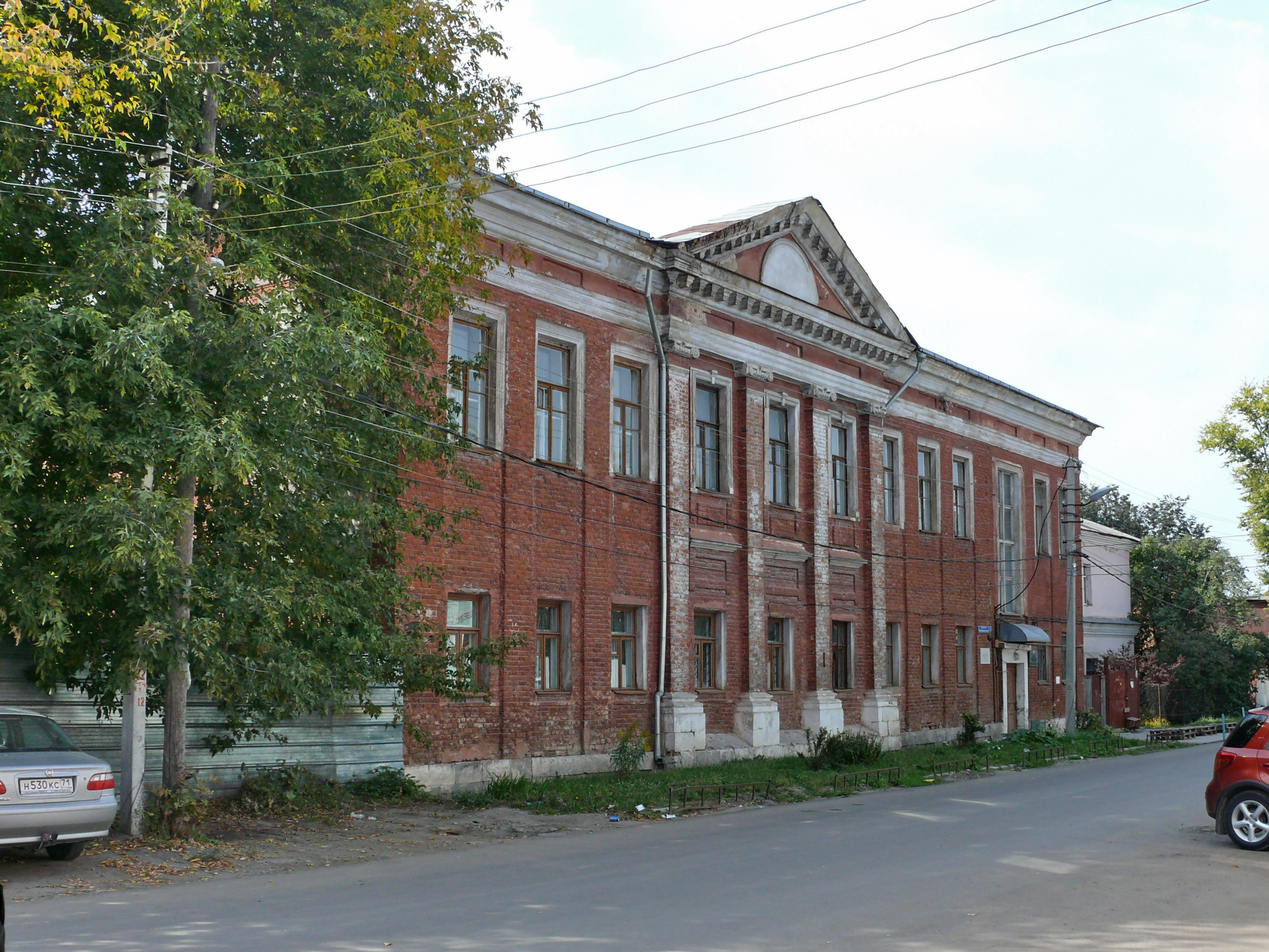
Бывший пансион благородных девиц

Бывший пансион благородных девиц — здание в историческом центре Тулы, имеющий статус объекта культурного наследия федерального значения.

## История
Здание расположено в центре Тулы по адресу Черниковский переулок 1А. Постройка датируется концом XVIII века. Дом принадлежал купцам Коробковым, к середине XIX века перешел в руки купца Александра Постникова.
С середины XIX века здание перешло из фонда жилого фонда в разряд учебных заведений, и в нём открыли пансион благородных девиц. В этот же период дополнили пристройками со стороны двора и бокового северо-западного фасада.
В настоящее время здание бывшего пансиона является учебным корпусом № 5 ТГПУ им. Л. Н. Толстого.
В 2021 году инспекция Тульской области по государственной охране объектов культурного наследия приняла приказ об утверждении предмета охраны «Здания пансиона благородных девиц». В документе зафиксированы градостроительные характеристики и объемно-пространственная композиция, подробно описаны архитектурно-стилистические характеристики здания, а также историческое оформление интерьера.

## Архитектура
Стены здания оформлены в открытой кирпичной кладке с добавлением белокаменных деталей. Декор главного фасада выполнен в стиле позднего классицизма. Центральная часть старого объёма отмечена ризолитом в три оконных оси с четырьмя пилястрами ионического ордера и завершенного треугольным фронтоном.